# Nadine Sanders
Nadine Sanders (Miami, 12 agosto 1931) è un'attrice ed ex modella statunitense.

## Biografia
Miss Florida nel 1953 ed in seguito modella, avviò la sua carriera cinematografica nel 1959 in Have Rocket, Will Travel, di David Lowell Rich.
Attiva in seguito prevalentemente in Italia, fu scritturata per ruoli di statuaria donna dal fascino magnetico in pellicole di genere peplum, come I giganti della Tessaglia (1961) di Riccardo Freda o La vendetta di Ursus (1961) di Luigi Capuano. Apparve al fianco di Totò in tre suoi film, Totò contro Maciste (1962) di Fernando Cerchio, Totò diabolicus (1962) di Steno, Totò e Peppino divisi a Berlino (1962) di Giorgio Bianchi.
Riuscì anche ad ottenere una parte in 8½ (1963), capolavoro di Federico Fellini. Di poco successivo fu il passaggio alla televisione, dove lavorò stabilmente sino all'inizio degli anni settanta, apparendo anche nel The Dick Van Dyke Show (1961-1964).
Occasionalmente adottò gli pseudonimi di Nadia Sanders e Nadine Duca.
Ritiratasi dal mondo dello spettacolo, nel 1971 si sposò con un magnate e si allontanò dalla vita mondana.

## Filmografia
- Have Rocket, Will Travel, regia di David Lowell Rich (1959)
- Chiamate 22-22 tenente Sheridan, regia di Giorgio Bianchi (1960)
- Gli incensurati, regia di Francesco Giaculli (1961)
- I giganti della Tessaglia, regia di Riccardo Freda (1961)
- La vendetta di Ursus, regia di Luigi Capuano (1961)
- Totò contro Maciste, regia di Fernando Cerchio (1962)
- Totò diabolicus, regia di Steno (1962)
- Totò e Peppino divisi a Berlino, regia di Giorgio Bianchi (1962)
- OSS 117 segretissimo (OSS 117 se déchaîne), regia di André Hunebelle (1963)
- Totò e Cleopatra, regia di Fernando Cerchio (1963)
- 8½, regia di Federico Fellini (1963)
- The Dick Van Dyke Show, programma TV (1964)
- La legge di Burke (Burke's Law) - serie TV, episodio Salesgirl (1965)
- Selvaggio west (The Wild Wild West) - serie TV - 1 episodio (1965)
- Run for your life - serie TV  (1966)
- Strega per amore (I Dream of Jeannie) - serie TV (1967)
- Arrivano le spose (Here come the Brides) - serie TV, 1 episodio (1970)

## Doppiatrici italiane
- Lydia Simoneschi in Chiamate 22-22 tenente Sheridan, I giganti della Tessaglia, La vendetta di Ursus, Totò contro Maciste
- Fiorella Betti in Totò diabolicus
- Vittoria Febbi in Totò e Cleopatra